# Dun Fiadhairt
Dun Fiadhairt ist ein eisenzeitlicher Broch etwa 3,5 Kilometer nordnordwestlich von Dunvegan an der Nordwestseite der Insel Skye, in den Highlands in Schottland. Dun Fiadhairt steht auf einem niedrigen Hügel inmitten von Mooren auf einer Halbinsel an der Ostseite der Meeresbuch Loch Dunvegan.

## Beschreibung
Der Broch hat etwa 16,8 m Außen- und 9,6 m Innendurchmesser. Der etwa 3,7 Meter lange Zugang enthält zwei gegenüberliegende Wächterzellen (englisch guard-cells) und befindet sich auf der Westseite.
Der Broch besitzt eine Doppelzelle in der Seitenwand und eine Wächterzelle (englisch guard-cell) am Fuß der Treppe. Der Rest der Wand wird von einer Galerie eingenommen. Der Zugang zur Galerie erfolgt durch einen kleinen zweiten Zugang. Es ist nicht sicher, ob dieser zweite Zugang Teil der ursprünglichen Struktur ist, da zweite Eingänge, die in anderen Brochs gefunden wurden, später zugefügt zu sein scheinen.
Dun Fiadhairt wurde 1892 von der Gräfin Vincent Baillet de Latour ausgegraben. Informationen über diese frühe Ausgrabung existieren nicht. 20 Jahre später hat sie Dun Beag mit größerer Sorgfalt ausgraben. Die Funde enthalten eine Menge zerscherbte Töpferwaren und eine große Menge von „Eisenschlacke“. Zu den Steinfunden gehören eine Drehhandmühle, ein Schleifstein, ein Hammerstein, Spinnwirtel und das Bruchstück einer Armschutzplatte. Glasperlen wurden in verschiedenen Farben gefunden. 59 Bernsteinperlen in Form kurzer Zylinder bildeten vermutlich eine Halskette.

Dun Fiadhairt
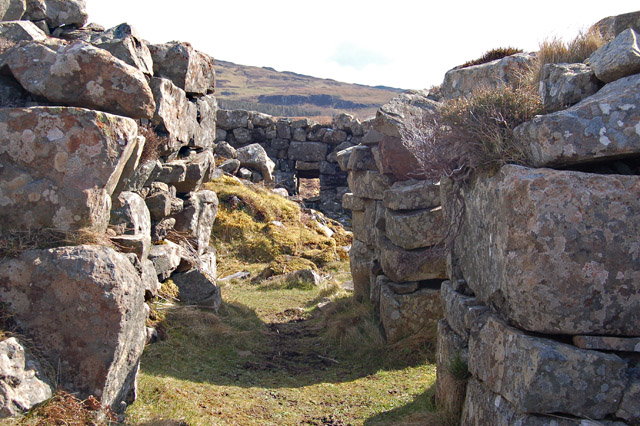
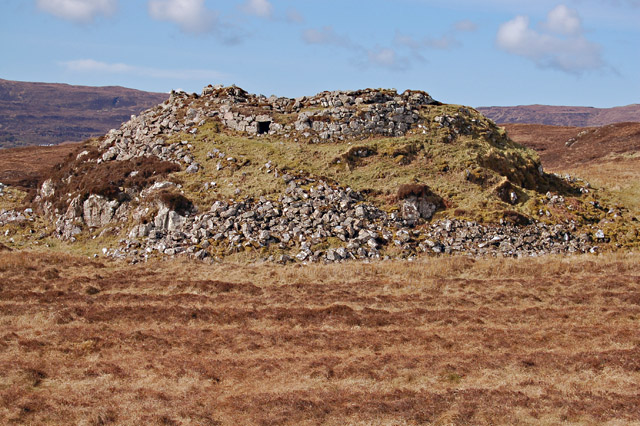
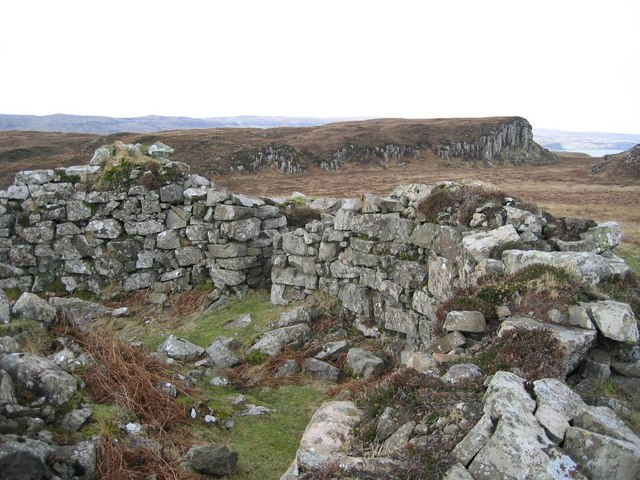
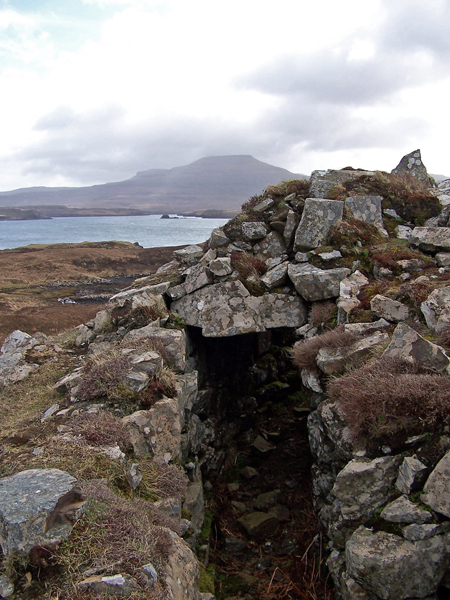